# Julia Mancuso
Julia Marie Mancuso (ur. 9 marca 1984 w Reno) – amerykańska narciarka alpejska, czterokrotna medalistka olimpijska, wielokrotna medalistka mistrzostw świata juniorów i seniorów.

## Kariera
Po raz pierwszy na arenie międzynarodowej pojawiła się 31 lipca 1999 roku w nowozelandzkim Mount Hutt, gdzie w zawodach FIS Race była druga w slalomie gigancie. W 2000 roku wystartowała na mistrzostwach świata juniorów w Quebecu, gdzie jej najlepszym wynikiem było czwarte miejsce w supergigancie. Pierwszy medal w tej kategorii wiekowej zdobyła na mistrzostwach świata juniorów w Verbier w 2001 roku, gdzie była trzecia w kombinacji. Najlepsze wyniki osiągnęła podczas mistrzostw świata juniorów w Tarvisio w 2002 roku, wygrywając zjazd, giganta i kombinacji. Na rozgrywanych rok później mistrzostwach świata juniorów w Briançonnais była najlepsza w supergigancie i trzecia w zjeździe. Ostatnie juniorskie sukcesy osiągnęła podczas MŚJ w Mariborze w 2004 roku, gdzie zwyciężyła w kombinacji i trzecia w supergigancie.
W zawodach Pucharu Świata zadebiutowała 20 listopada 1999 roku w Copper Mountain, gdzie nie zakwalifikowała się do drugiego przejazdu slalomu. Pierwsze pucharowe punkty wywalczyła 20 stycznia 2001 roku w Cortinie d’Ampezzo, zajmując 27. miejsce w supergigancie. Piec lat później w tej samej miejscowości po raz pierwszy stanęła na podium, zajmując drugie miejsce w supergigancie. Pierwsze zwycięstwo w zawodach tego cyklu wywalczyła 19 grudnia 2006 roku w Val d’Isère, gdzie była najlepsza w zjeździe. Najlepsze wyniki osiągnęła w sezonie 2006/2007, kiedy zajęła trzecie miejsce w klasyfikacji generalnej, ulegając tylko dwóm Austriaczkom: Nicole Hosp i Marlies Schild. W tym samym sezonie była też druga w klasyfikacjach zjazdu i kombinacji oraz czwarta w klasyfikacjach giganta i supergiganta. Ponadto zajmowała drugie miejsce w klasyfikacji supergiganta w sezonach 2011/2012 i 2012/2013 oraz trzecia w sezonie 2010/2011, przy czym w sezonie 2010/2011 była też trzecia w zjeździe.
W 2002 roku wystąpiła na igrzyskach olimpijskich w Salt Lake City, gdzie w swoim jedynym starcie, kombinacji, zajęła trzynaste miejsce. Na rozgrywanych rok później mistrzostwach świata w Sankt Moritz jej najlepszym wynikiem było siódme miejsce w tej samej konkurencji. Pierwszy medal na seniorskiej imprezie wywalczyła podczas mistrzostw świata w Bormio w 2005 roku, gdzie była trzecia w supergigancie. W zawodach tych wyprzedziły ją jedynie Szwedka Anja Pärson i Włoszka Lucia Recchia. Tydzień później zdobyła też brązowy medal w gigancie, ulegając jedynie Pärson i Tanii Poutiainen z Finlandii. Pierwsze sukcesy olimpijskie osiągnęła na igrzyskach olimpijskich w Turynie w 2006 roku, zwyciężając w gigancie i srebrny w zjeździe, przegrywając tylko ze swą rodaczką Lindsey Vonn. Rok później, podczas mistrzostw świata w Åre, raz stanęła na podium, zajmując drugie miejsce za Anją Pärson w superkombinacji. Z mistrzostw świata w Val d’Isère w 2009 roku wróciła bez medalu, jednak na igrzyskach w Vancouver zdobyła srebrne medale w zjeździe i superkombinacji. W zawodach tych wyprzedziły ją odpowiednio Lindsey Vonn i Niemka Maria Höfl-Riesch. Kolejny medal zdobyła na mistrzostwach świata w Garmisch-Partenkirchen w 2011 roku, gdzie była druga w supergigancie. Rozdzieliła tam na podium Austriaczkę Elisabeth Görgl i Marię Höfl-Riesch. Podczas rozgrywanych dwa lata później mistrzostw świata w Schladming była trzecia w tej samej konkurencji, przegrywając z Tiną Maze ze Słowenii oraz Larą Gut ze Szwajcarii. Brała również udział w igrzyskach olimpijskich w Soczi w 2014 roku, gdzie jej najlepszym wynikiem było trzecie miejsce w superkombinacji. W zawodach tych wyprzedziły ją Maria Höfl-Riesch i Nicole Hosp.

## Poza sportem
Ojciec Julii, Ciro Mancuso, został w 1995 roku aresztowany za handel narkotykami. Ojciec przyznał się do zarzucanego mu czynu i został skazany na 17 miesięcy więzienia. Kara została jednak skrócona, z uwagi na współpracę z wymiarem sprawiedliwości. Ciro Mancuso był obecny na trasach podczas Zimowych Igrzysk Olimpijskich 2006 i kibicował swej córce.
Do września 2013 roku była narzeczoną norweskiego alpejczyka Aksela Lunda Svindala.
Poza narciarstwem interesuje się też modą, projektuje i sprzedaje damską bieliznę.

## Osiągnięcia

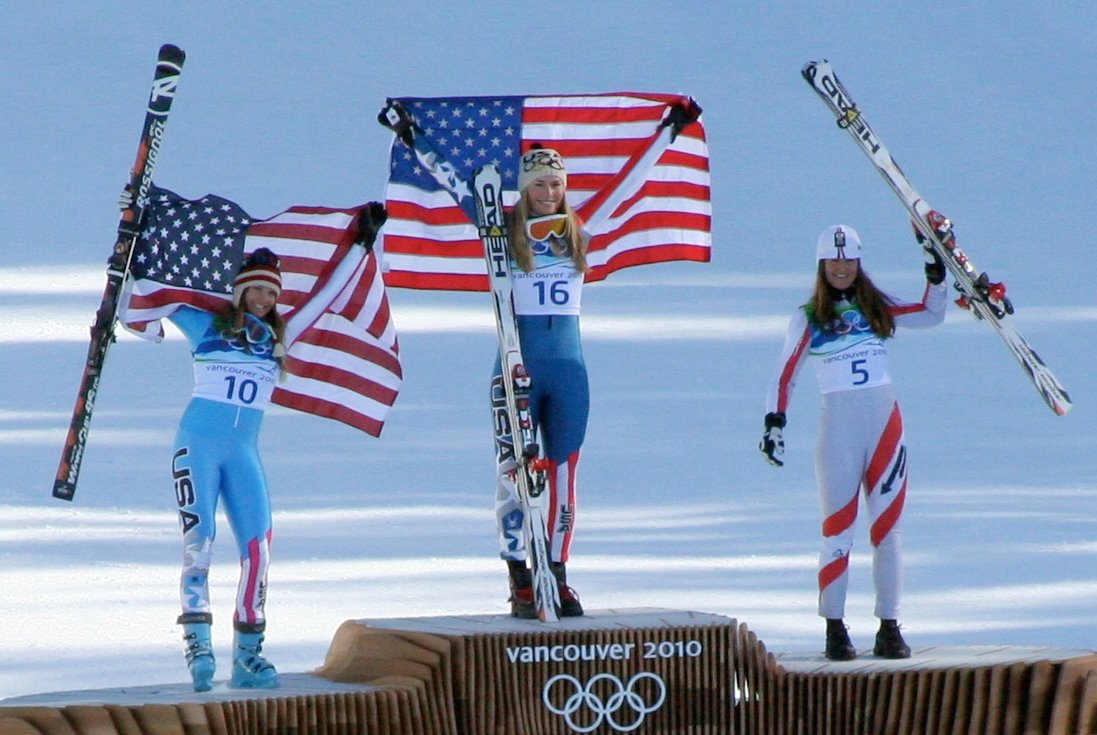
Podium zjazdu na ZIO 2010

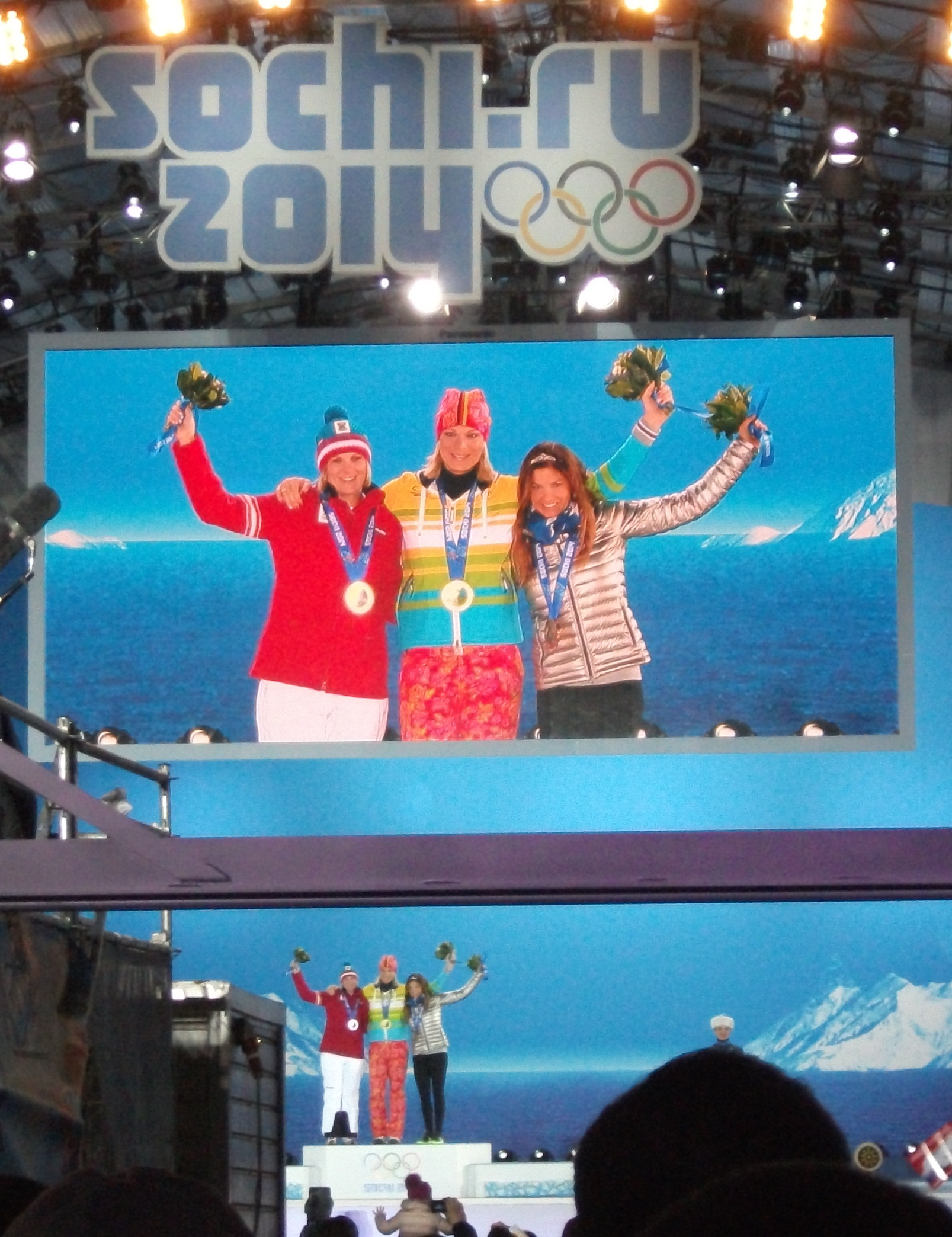
Podium superkombinacji na ZIO 2014

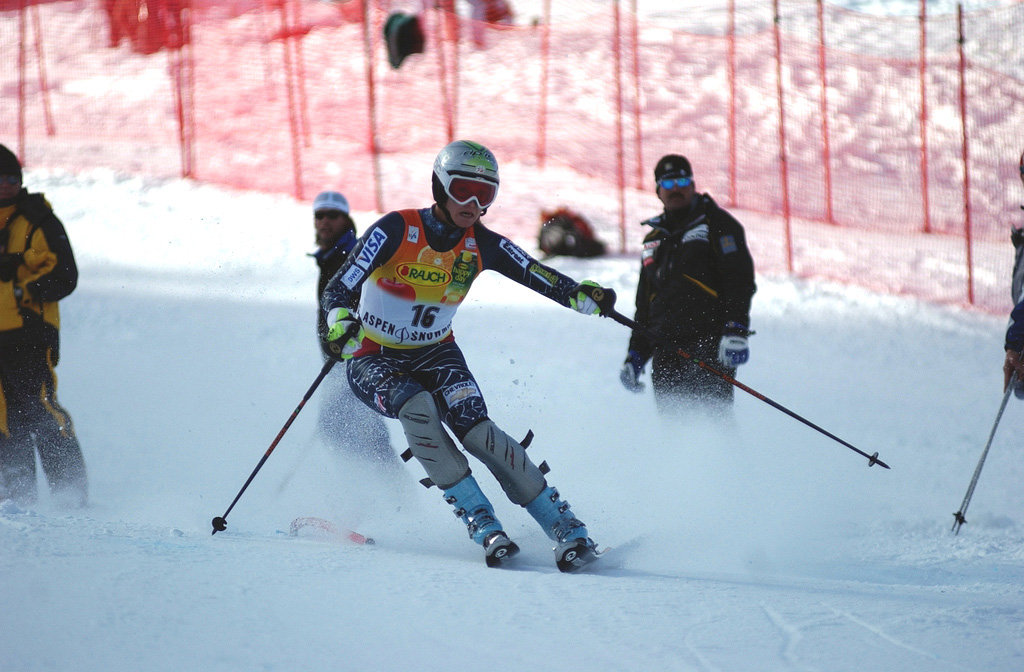
Mancuso w 2006 r.

### Igrzyska olimpijskie
| Miejsce | Dzień        | Rok  | Miejscowość    | Konkurencja     | Czas biegu | Strata | Zwycięzca                 |
| ------- | ------------ | ---- | -------------- | --------------- | ---------- | ------ | ------------------------- |
| 13.     | 14 lutego    | 2002 | Salt Lake City | Kombinacja      | 2:43,28    | +8,05  | Janica Kostelić           |
| 7.      | 15 lutego    | 2006 | Turyn          | Zjazd           | 1:56,49    | +1,22  | Michaela Dorfmeister      |
| 9.      | 18 lutego    | 2006 | Turyn          | Kombinacja      | 2:51,08    | +4,36  | Janica Kostelić           |
| 11.     | 20 lutego    | 2006 | Turyn          | Supergigant     | 1:32,47    | +1,25  | Michaela Dorfmeister      |
| 1.      | 24 lutego    | 2006 | Turyn          | Gigant          | 2:09,19    | —      | —                         |
| 2.      | 17 lutego    | 2010 | Vancouver      | Zjazd           | 1:44,19    | +0,56  | Lindsey Vonn              |
| 2.      | 18 lutego    | 2010 | Vancouver      | Superkombinacja | 2:09,14    | +0,94  | Maria Riesch              |
| 9.      | 20 lutego    | 2010 | Vancouver      | Supergigant     | 1:20,14    | +1,36  | Andrea Fischbacher        |
| 8.      | 24/25 lutego | 2010 | Vancouver      | Gigant          | 2:27,11    | +0,55  | Viktoria Rebensburg       |
| 3.      | 10 lutego    | 2014 | Soczi          | Superkombinacja | 2:34,62    | +0,53  | Maria Höfl-Riesch         |
| 8.      | 12 lutego    | 2014 | Soczi          | Zjazd           | 1:41,57    | +0,99  | Dominique Gisin Tina Maze |
| 8.      | 15 lutego    | 2014 | Soczi          | Supergigant     | 1:25,52    | +1,52  | Anna Fenninger            |
| DNF1    | 18 lutego    | 2014 | Soczi          | Gigant          | 2:36,87    | —      | Tina Maze                 |

### Mistrzostwa świata
| Miejsce | Dzień       | Rok  | Miejscowość       | Konkurencja     | Czas biegu | Strata | Zwycięzca            |
| ------- | ----------- | ---- | ----------------- | --------------- | ---------- | ------ | -------------------- |
| 21.     | 3 lutego    | 2003 | Sankt Moritz      | Supergigant     | 1:27,48    | +1,97  | Michaela Dorfmeister |
| 7.      | 10 lutego   | 2003 | Sankt Moritz      | Kombinacja      | 2:41,63    | +3,67  | Janica Kostelić      |
| DNF1    | 15 lutego   | 2003 | Sankt Moritz      | Slalom          | 1:39,55    | –      | Janica Kostelić      |
| 3.      | 30 stycznia | 2005 | Bormio            | Supergigant     | 1:17,64    | +0,76  | Anja Pärson          |
| 9.      | 4 lutego    | 2005 | Bormio            | Kombinacja      | 2:53,70    | +3,92  | Janica Kostelić      |
| 3.      | 8 lutego    | 2005 | Bormio            | Gigant          | 2:13,63    | +0,64  | Anja Pärson          |
| 8.      | 11 lutego   | 2005 | Bormio            | Slalom          | 1:47,98    | +1,32  | Janica Kostelić      |
| 6.      | 6 lutego    | 2007 | Åre               | Supergigant     | 1:18,85    | +0,78  | Anja Pärson          |
| 2.      | 9 lutego    | 2007 | Åre               | Superkombinacja | 1:57,69    | +0,81  | Anja Pärson          |
| 10.     | 11 lutego   | 2007 | Åre               | Zjazd           | 1:26,89    | +1,20  | Anja Pärson          |
| 5.      | 13 lutego   | 2007 | Åre               | Gigant          | 2:31,72    | +1,24  | Nicole Hosp          |
| DNF     | 3 lutego    | 2009 | Val d’Isère       | Supergigant     | 1:20,73    | –      | Lindsey Vonn         |
| DNF     | 6 lutego    | 2009 | Val d’Isère       | Superkombinacja | 2:20,13    | –      | Kathrin Zettel       |
| 18.     | 12 lutego   | 2009 | Val d’Isère       | Gigant          | 2:03,49    | +3,24  | Kathrin Hölzl        |
| 2.      | 8 lutego    | 2011 | Ga-Pa             | Supergigant     | 1:23,82    | +0,05  | Elisabeth Görgl      |
| 7.      | 11 lutego   | 2011 | Ga-Pa             | Superkombinacja | 2:43,23    | +1,33  | Anna Fenninger       |
| 6.      | 13 lutego   | 2011 | Ga-Pa             | Zjazd           | 1:47,24    | +1,06  | Elisabeth Görgl      |
| 16.     | 17 lutego   | 2011 | Ga-Pa             | Gigant          | 2:20,54    | +2,05  | Tina Maze            |
| DNF1    | 11 lutego   | 2011 | Ga-Pa             | Slalom          | 1:45,79    | –      | Marlies Schild       |
| 3.      | 5 lutego    | 2013 | Schladming        | Supergigant     | 1:35,39    | +0,52  | Tina Maze            |
| 8.      | 8 lutego    | 2013 | Schladming        | Superkombinacja | 2:39,92    | +3,33  | Maria Höfl-Riesch    |
| 5.      | 10 lutego   | 2013 | Schladming        | Zjazd           | 1:50,00    | +0,85  | Marion Rolland       |
| 22.     | 14 lutego   | 2013 | Schladming        | Gigant          | 2:08,06    | +4,74  | Tessa Worley         |
| 9.      | 3 lutego    | 2015 | Vail/Beaver Creek | Supergigant     | 1:10,29    | +1,65  | Anna Fenninger       |
| 16.     | 6 lutego    | 2015 | Vail/Beaver Creek | Zjazd           | 1:45,89    | +2,04  | Tina Maze            |
| 15.     | 9 lutego    | 2015 | Vail/Beaver Creek | Superkombinacja | 2:33,37    | +4,65  | Tina Maze            |
| 26.     | 12 lutego   | 2015 | Vail/Beaver Creek | Gigant          | 2:19,16    | +4,63  | Anna Fenninger       |

### Mistrzostwa świata juniorów
| Miejsce | Dzień     | Rok  | Miejscowość  | Konkurencja | Czas biegu | Strata    | Zwyciężczyni                      |
| ------- | --------- | ---- | ------------ | ----------- | ---------- | --------- | --------------------------------- |
| 13.     | 21 lutego | 2000 | Québec       | Zjazd       | 1:13,47    | +1,29     | Fränzi Aufdenblatten              |
| 7.      | 22 lutego | 2000 | Québec       | Supergigant | 1:18,79    | +0,52     | Kathrin Wilhelm                   |
| DNF2    | 25 lutego | 2000 | Québec       | Gigant      | 1:55,08    | -         | Anja Pärson                       |
| DNF2    | 26 lutego | 2000 | Québec       | Slalom      | 1:50,79    | -         | Anja Pärson                       |
| 8.      | 6 lutego  | 2001 | Verbier      | Zjazd       | 1:33,56    | +1,37     | Astrid Vierthaler                 |
| 11.     | 10 lutego | 2001 | Verbier      | Supergigant | 1:33,54    | +1,83     | Kathrin Wilhelm                   |
| 23.     | 10 lutego | 2001 | Verbier      | Gigant      | 2:16,31    | +4,15     | Fränzi Aufdenblatten              |
| 7.      | 10 lutego | 2001 | Verbier      | Slalom      | 1:16,53    | +4,23     | Christine Sponring                |
| 3.      | 10 lutego | 2001 | Verbier      | Kombinacja  | 68,33 pkt  | +7,19 pkt | Maria Riesch                      |
| 1.      | 27 lutego | 2002 | Tarvisio     | Zjazd       | 1:29,81    | -         | -                                 |
| 5.      | 28 lutego | 2002 | Tarvisio     | Supergigant | 1:27,54    | +1,33     | Maria Riesch                      |
| 7.      | 1 marca   | 2002 | Tarvisio     | Slalom      | 1:36,54    | +0,88     | Veronika Zuzulová                 |
| 1.      | 3 marca   | 2002 | Tarvisio     | Gigant      | 1:52,15    | -         | -                                 |
| 1.      | 3 marca   | 2002 | Tarvisio     | Kombinacja  | 5,20 pkt   | -         | -                                 |
| 3.      | 4 marca   | 2003 | Briançonnais | Zjazd       | 1:15,20    | +0,12     | Tamara Wolf                       |
| 1.      | 5 marca   | 2003 | Briançonnais | Supergigant | 1:20,02    | -         | -                                 |
| 43.     | 7 marca   | 2003 | Briançonnais | Slalom      | 1:38,53    | +28,46    | Michaela Kirchgasser              |
| 5.      | 8 marca   | 2003 | Briançonnais | Gigant      | 2:05,70    | +1,62     | Jessica Lindell-Vikarby           |
| 14.     | 8 marca   | 2003 | Briançonnais | Kombinacja  | 25,68 pkt  | ?         | Maria Riesch                      |
| 5.      | 4 lutego  | 2004 | Maribor      | Zjazd       | 1:12,23    | +0,86     | Maria Riesch                      |
| 3.      | 4 lutego  | 2004 | Maribor      | Supergigant | 1:26,79    | +0,01     | Nadia Fanchini Andrea Fischbacher |
| 4.      | 4 lutego  | 2004 | Maribor      | Gigant      | 2:21,39    | +1,55     | Maria Riesch                      |
| 6.      | 4 lutego  | 2004 | Maribor      | Slalom      | 1:40,73    | +0,66     | Kathrin Zettel                    |
| 1.      | 4 lutego  | 2004 | Maribor      | Kombinacja  | 29,23 pkt  | -         | -                                 |

### Puchar Świata

#### Miejsca w klasyfikacji generalnej
- sezon 2000/2001: 113.
- sezon 2001/2002: 73.
- sezon 2002/2003: 46.
- sezon 2003/2004: 55.
- sezon 2004/2005: 9.
- sezon 2005/2006: 8.
- sezon 2006/2007: 3.
- sezon 2007/2008: 7.
- sezon 2008/2009: 27.
- sezon 2009/2010: 20.
- sezon 2010/2011: 5.
- sezon 2011/2012: 4.
- sezon 2012/2013: 4.
- sezon 2013/2014: 23.
- sezon 2014/2015: 21.

#### Zwycięstwa w zawodach
1. Val d’Isère – 19 grudnia 2006 (zjazd)
2. Altenmarkt-Zauchensee – 14 stycznia 2007 (superkombinacja)
3. Cortina d’Ampezzo – 19 stycznia 2007 (supergigant)
4. Tarvisio – 3 marca 2007 (zjazd)
5. Lenzerheide – 16 marca 2011 (zjazd)
6. Ga-Pa – 5 lutego 2012 (supergigant)
7. Moskwa – 21 lutego 2012 (slalom równoległy)

#### Pozostałe miejsca na podium w zawodach
1. Cortina d’Ampezzo – 27 stycznia 2006 (supergigant) – 2. miejsce
2. Cortina d’Ampezzo – 28 stycznia 2006 (zjazd) – 2. miejsce
3. Ofterschwang – 4 lutego 2006 (gigant) – 3. miejsce
4. Val d’Isère – 20 grudnia 2006 (zjazd) – 2. miejsce
5. Altenmarkt – 13 stycznia 2007 (zjazd) – 3. miejsce
6. Cortina d’Ampezzo – 20 stycznia 2007 (zjazd) – 2. miejsce
7. Cortina d’Ampezzo – 21 stycznia 2007 (gigant) – 2. miejsce
8. Tarvisio – 2 marca 2007 (superkombinacja) – 2. miejsce
9. Tarvisio – 4 marca 2007 (supergigant) – 3. miejsce
10. Sölden – 27 października 2007 (gigant) – 2. miejsce
11. St. Anton am Arlberg – 21 grudnia 2007 (zjazd) – 3. miejsce
12. St. Anton am Arlberg – 22 grudnia 2007 (superkombinacja) – 3. miejsce
13. Lienz – 28 grudnia 2007 (gigant) – 2. miejsce
14. Cortina d’Ampezzo – 20 stycznia 2008 (supergigant) – 2. miejsce
15. Whistler – 22 lutego 2008 (zjazd) – 3. miejsce
16. Crans-Montana – 7 marca 2010 (supergigant) – 3. miejsce
17. Lake Louise – 5 grudnia 2010 (supergigant) – 3. miejsce
18. Cortina d’Ampezzo – 22 stycznia 2011 (zjazd) – 2. miejsce
19. Åre – 27 lutego 2011 (supergigant) – 3. miejsce
20. Tarvisio – 6 marca 2011 (supergigant) – 2. miejsce
21. Aspen – 26 listopada 2011 (gigant) – 3. miejsce
22. Lake Louise – 4 grudnia 2011 (supergigant) – 3. miejsce
23. Bad Kleinkirchheim – 7 stycznia 2012 (zjazd) – 2. miejsce
24. Schladming – 15 marca 2012 (supergigant) – 2. miejsce
25. Lake Louise – 2 grudnia 2012 (supergigant) – 2. miejsce
26. Sankt Moritz – 8 grudnia 2012 (supergigant) – 3. miejsce
27. Ga-Pa – 1 marca 2013 (supergigant) – 2. miejsce[2]
28. Ga-Pa – 3 marca 2013 (supergigant) – 3. miejsce
29. Lake Louise – 6 grudnia 2014 (zjazd) – 3. miejsce

- W sumie 7 zwycięstw, 15 drugich i 14 trzecich miejsc